# Ätna-Ginster
Der Ätna-Ginster (Genista aetnensis) ist eine Pflanzenart aus der Gattung Ginster (Genista) innerhalb der Familie der Hülsenfrüchtler (Fabaceae).

## Beschreibung

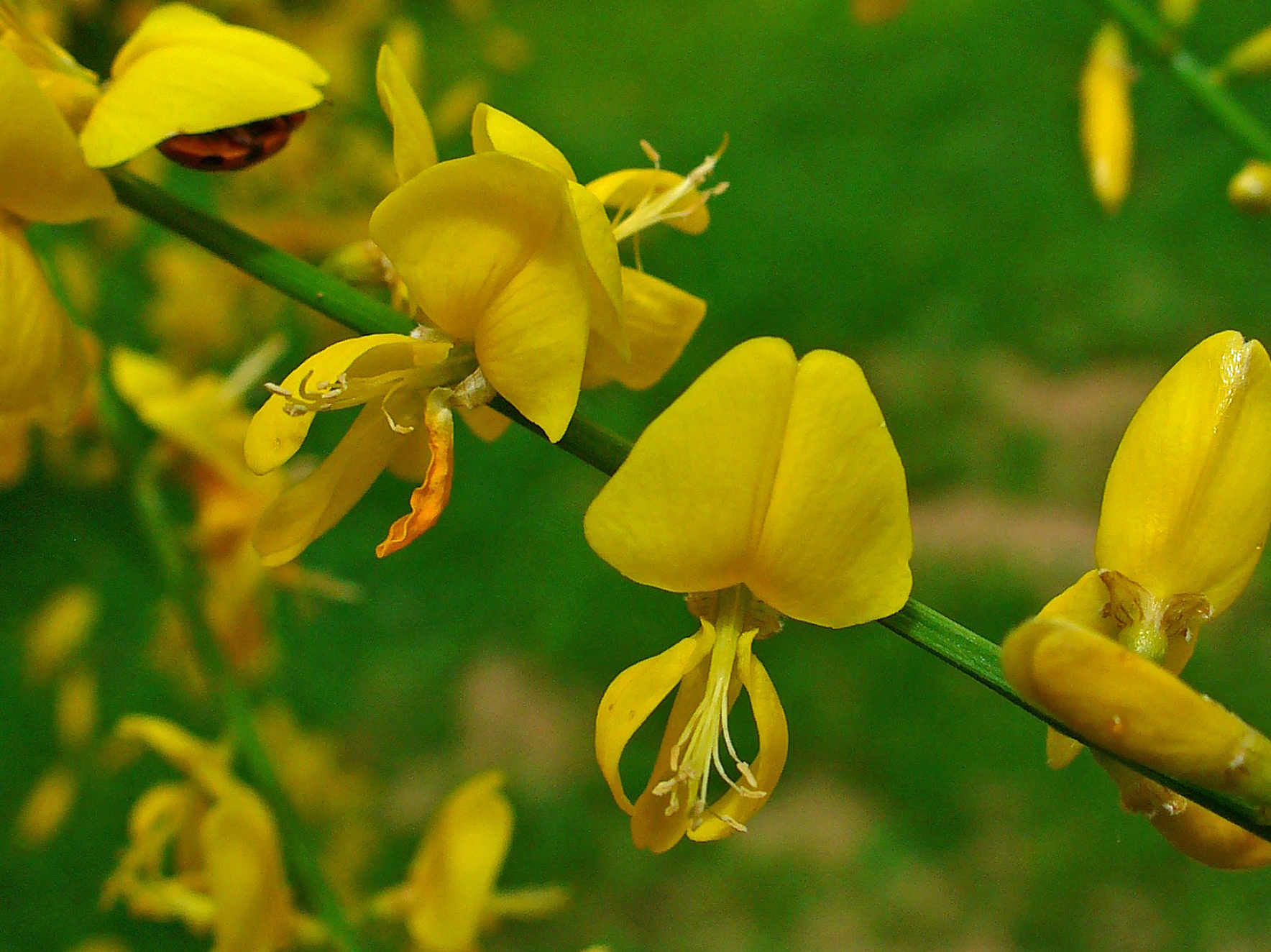
Zygomorphe Blüten

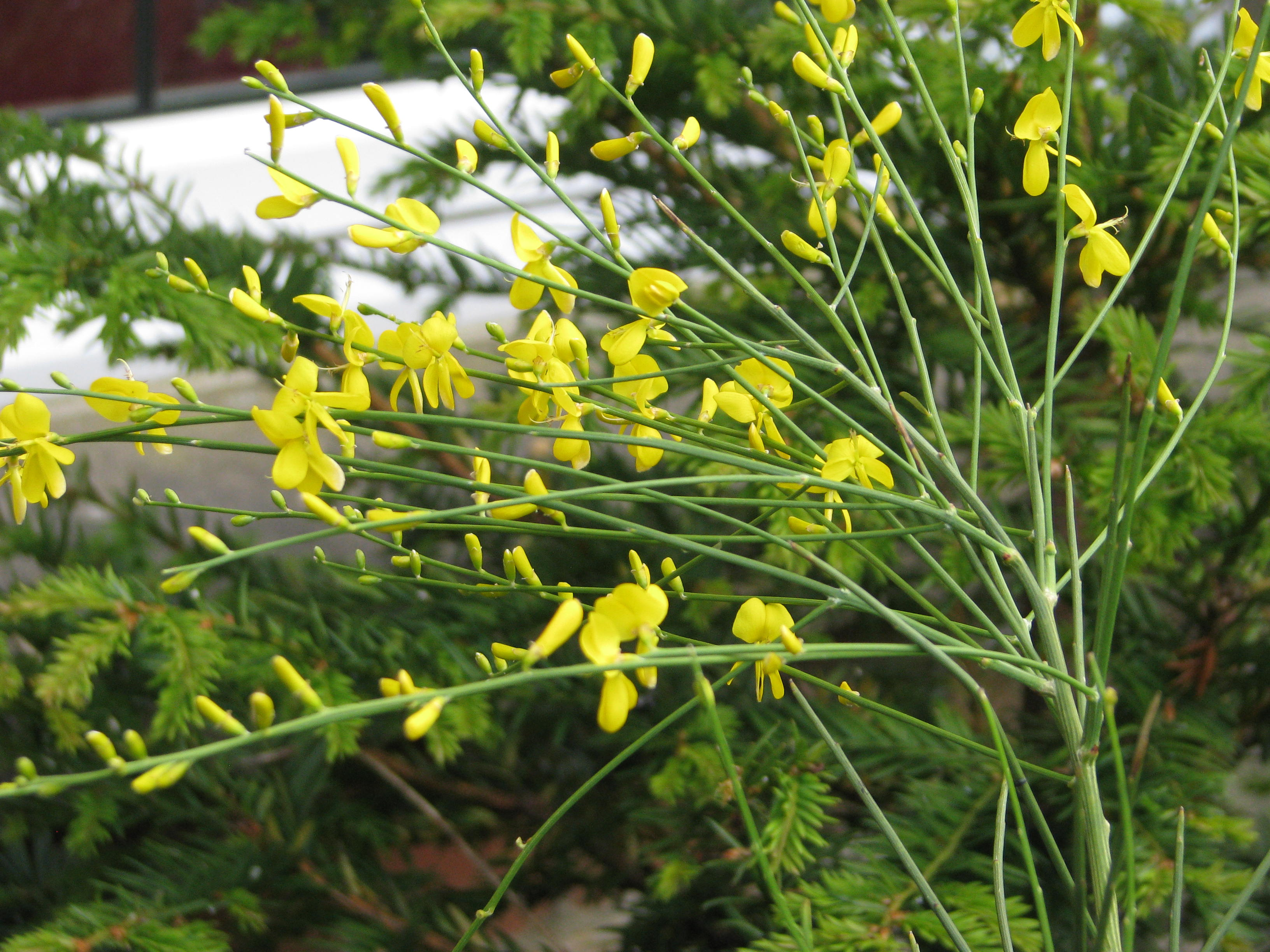
Rutenförmige Zweige mit Blüten

### Vegetative Merkmale
Der Ätna-Ginster wächst als Strauch oder stärker verzweigter Baum, der Wuchshöhen von 4 bis 6 Metern erreicht; es sollen sogar Baumexemplare von 9 Metern Wuchshöhe beobachtet worden sein. Der Hauptstamm kann 14 bis 30 Zentimeter Durchmesser erreichen. Die älteren Äste sind etwas geschlängelt und besitzen eine gelbliche Rinde. Die jungen, rutenförmigen, gerade und oft auch hängenden Zweige besitzen eine grüne Rinde und stehen teilweise gegenständig am Stamm. Die Blätter sind ziemlich klein und fallen leicht ab.

### Generative Merkmale
Die Blütezeit reicht von Juni bis Juli. Im ährigen Blütenstand stehen die Blüten zusammen. Die zwittrigen Blüten sind zygomorph und fünfzählig mit doppelter Blütenhülle. Die fünf fast kahlen Kelchblätter sind etwa 3 Millimeter lang und auf etwa zwei Drittel ihrer Länge verwachsen. Die oberen Kelchzähne sind stumpf und etwa ein so lang wie die Kelchröhre. Die unteren Kelchzähne sind klein. Die fünf gelben Kronblätter stehen in Form einer Schmetterlingsblüte zusammen. Die fast kahle Fahne ist bei einer Länge von 7 bis 12 Millimetern eiförmig oder rhombisch mit ausgerandetem oberen Ende.
Die Hülsenfrucht ist eiförmig mit spitzem oberen Ende und enthält nur ein oder zwei Samen.
Die Chromosomenzahl beträgt 2n = 52 oder 54.

## Ökologie
Die Photosynthese wird wegen der geringen Fläche der Blätter hauptsächlich durch die rutenförmigen grünen Zweige ausgeführt.

## Vorkommen
Der Ätna-Ginster kommt nur auf Sizilien und Sardinien vor. Auf Korsika ist die Ursprünglichkeit zweifelhaft. Auf Sizilien gedeiht er nur auf den humusarmen Vulkan-Böden des Ätna. Auf Sardinien ist er eine Art der Steineichenflur (Quercetum ilicis).

## Taxonomie
Die Erstbeschreibung erfolgte 1814 unter dem Namen (Basionym) Spartium aetnense durch Antonius de Bivona-Bernardi in Stirpium Rariorum Minusque Cognitarum in Sicilia Band 2, S. 13. Die Neukombination zu Genista aetnensis (Biv.) DC. wurde 1825 durch Augustin-Pyrame de Candolle in Prodromus Systematis Naturalis Regni Vegetabilis ..., Band 2, S. 150 veröffentlicht. Weitere Synonyme für Genista aetnensis (Biv.) DC. sind: Dendrospartum aetnense (Biv.) Spach, Lugaion etnense (Biv.) Raf., Spartium etnensis Raf., Genista etnensis (Raf.) DC., Cytisanthus aetnensis (Biv.) Cristof. & Feoli, Spartium trispermum Sm.

## Nutzung
Der Ätna-Ginster wurde gelegentlich auch in Mitteleuropa als Zierpflanze verwendet und ist in Mitteleuropa winterhart.